# A lúzer
A lúzer (eredeti cím: The Wrong Guy)  1997-ben bemutatott kanadai filmkomédia. Rendezője David Steinberg.  

## Cselekménye
|  | Alább a cselekmény részletei következnek! |

Nelson Hibbert arra számít, hogy előléptetik, és igazgató lesz a cégnél. Ennek érdekében a jelenlegi igazgató lányának udvarol. Azonban keserű csalódás vár rá: nem őt nevezik ki. A többiek jelenlétében kiabál az igazgatóval és többször kimondja: „megöllek!”, mialatt a biztonsági őrök kivezetik. Az irodájában sírógörcsöt kap, majd visszamegy az igazgatóhoz, hogy beolvasson neki. Az igazgatót azonban közben egy profi bérgyilkos megölte a nyakszirtjébe döfött késsel, majd jól előkészített módon elmenekül. 
Nelson ezután érkezik az igazgató szobájába, óvatlanul kihúzza a kést, közben tetőtől talpig összevérezi magát. Elmenekül, mert azt hiszi, hogy a rendőrség őt gyanúsítja és a nyomában van. Mexikóba akar menekülni. Valójában az történik, hogy a rendőrség megnézi a biztonsági kamera felvételeit, és látják a valódi gyilkost, egy fekete ruhás férfit, így Nelson Hibbertet nem gyanúsítják, ő azonban erről nem tud.
Nelson véletlenül többször a menekülő gyilkos közelébe jut, így ő azt hiszi, hogy Nelson valamiféle szuper ügynök és zseni, aki őt keresi. Kiderül, hogy a bérgyilkost az újonnan kinevezett igazgató bérelte fel félmillió dollárért. Amikor találkoznak a pénz átadásakor, a bérgyilkos átveszi a pénzt, majd lelövi a megbízóját.
Arlen nyomozó megpróbálja a maga javára kihasználni a helyzetet és elegáns bárokban, éttermekben „keresi” a gyanúsítottat, még New Yorkba és Cincinnatiba is elmegy, amerre Nelson nem járt. Nelson menekülés közben megismerkedik egy narkolepsziás vidéki lánnyal, Lynn Holdennel, aki segít neki a menekülésben, és munkát ad neki a ház körül, hogy náluk maradhasson.
Az igazi gyilkos túszul ejti Nelsont Lynn-nel együtt, de a rendőrség elfogja, így Nelson tisztázza magát és feleségül kéri Lynn-t. 
|  | Itt a vége a cselekmény részletezésének! |

## Szereposztás
| színész                     | szerep                 |
| --------------------------- | ---------------------- |
| Dave Foley                  | Nelson Hibbert         |
| David Anthony Higgins       | Arlen nyomozó          |
| Jennifer Tilly              | Lynn Holden            |
| Joe Flaherty                | Fred Holden, Lynn apja |
| Dan Redican                 | Ken Daly               |
| Alan Scarfe                 | Brown                  |
| Kenneth Welsh               | Mr. Nagel              |
| Enrico Colantoni            | hátborzongató fickó    |
| Colm Feore                  | a valódi gyilkos       |
| Kevin McDonald (színművész) | Motel menedzser        |
| Jay Kogen                   | buszsofőr              |
| David Steinberg             | járóbeteg nyakvédővel  |

- A Barenaked Ladies tagjai játsszák a sikátorban éneklő rendőröket.

## Díjak, jelölések
- Film Discovery zsűri díja (U.S. Comedy Arts Festival) – „legjobb forgatókönyv” Dave Foley, David Anthony Higgins, Jay Kogen[1]